# 希底凯

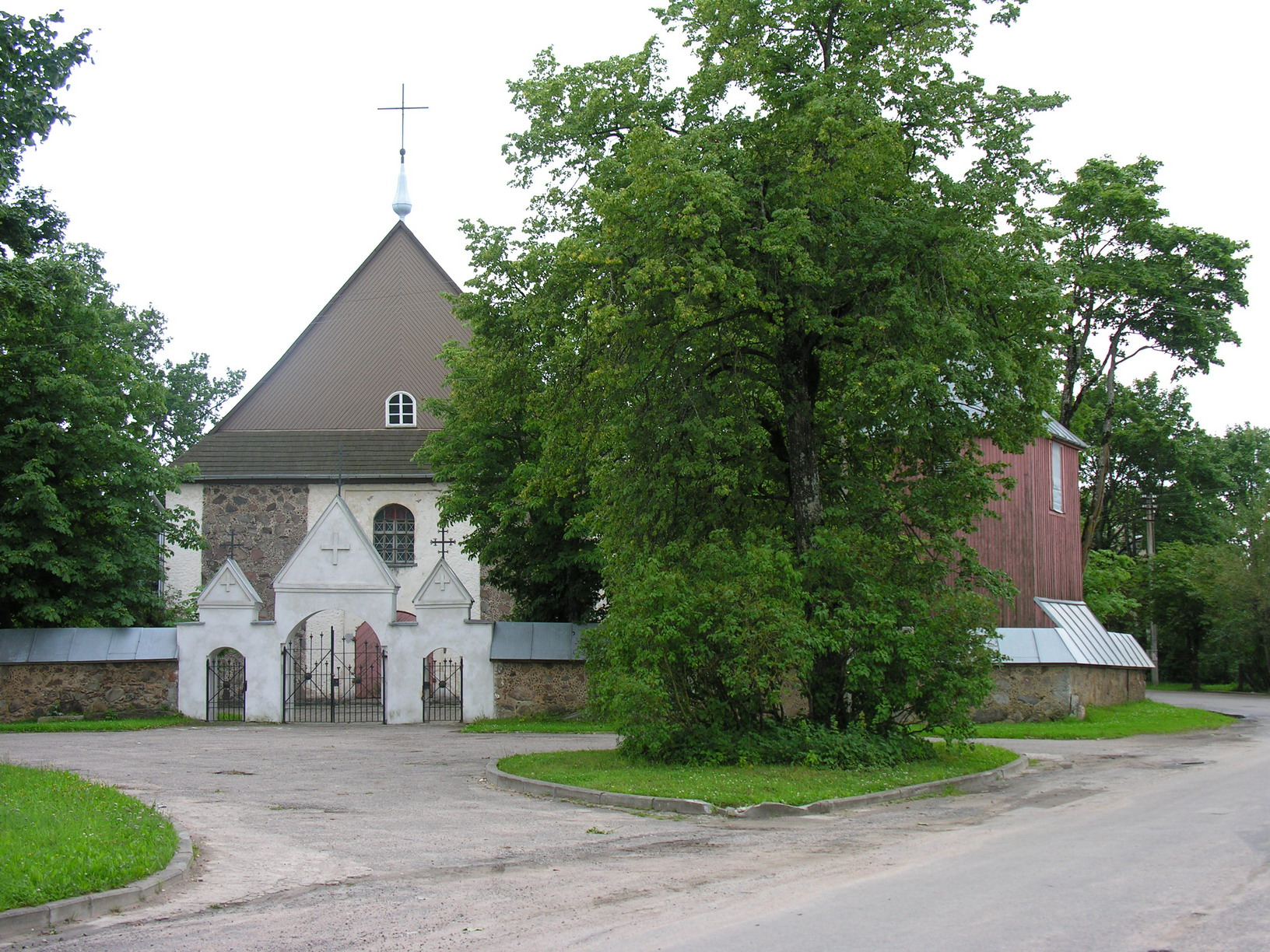
希底凯之圣约翰教会

希底凯是一个位于立陶宛馬熱伊基艾區的小镇，在马热伊基艾市以西21公里处。

## 歷史
希底凯在1568年首次被文献提及，1614年之後，希底凯桂树於Kražiai鎮的耶穌會徒。到了1659年的北戰爭時，该镇曾被瑞典軍隊焚燒。
立陶宛的作家Šatrijos Ragana在1915年至1930年期间时曾经住过这里。